# Cheilotrichia areolata
Cheilotrichia areolata är en tvåvingeart som först beskrevs av Lundstrom 1912.  Cheilotrichia areolata ingår i släktet Cheilotrichia och familjen småharkrankar. Arten är reproducerande i Sverige. Inga underarter finns listade i Catalogue of Life.

## Bildgalleri

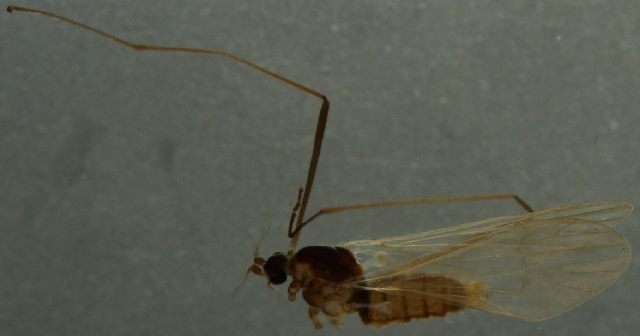